# Jean-Pierre Albert Galibert
Pour les articles homonymes, voir Galibert.
Jean-Pierre Albert Galibert, né le 19 février 1819 à Aguessac et mort le 3 juin 1899 à Paris 9e, est un médecin et inventeur français. 

## Biographie
Galibert est connu pour ses nombreuses expériences scientifiques en particulier sur les télégraphes (1853) et l'hydrodynamique (1860). En 1854 il crée un tableau moniteur destiné à remplacer les sonnettes dans les hôtels et les appartements, en 1863 invente le perspectomètre et, en 1864, l'appareil respiratoire qui porte son nom que Jules Verne fait connaître dans le chapitre VI de son roman Les Cinq Cents Millions de la Bégum. 
Sa veuve, Sophie-Élisabeth Artaud, vivant à Villers-Bretonneux, fait valoir en 1902, ses droits sur le brevet déposé par son mari le 23 août 1890 de l'invention d'une bouée dite « bouée irréductible » ainsi que sur celui déposé le 8 juin 1891 d'« un système d'appareil respiratoire à réservoir d'air permettant de séjourner dans tous les milieux irrespirables ».

### L'appareil respiratoire Galibert
« Je n’ai pas besoin de m’étendre sur les services que l’appareil respiratoire de M. Galibert peut rendre aux mineurs, aux pompiers, aux puisatiers, aux vidangeurs, aux fabricants de produits chimiques et généralement à tous les opérateurs exposés aux émanations asphyxiantes ou délétères. Les ouvriers de la dorure au mat, dont nous parlons plus loin, échapperont à l’intoxication du mercure plus sûrement avec l’appareil respiratoire de M. Galibert que par tout procédé préservatif. Nous recommandons spécialement cet appareil à tous les orfèvres de Paris. Son prix, 125 francs tout compris, le rend accessible à tout le monde »
Extrait de L'Exposition Universelle de 1867 Illustrée